# Station Lavaveix-les-Mines
Station Lavaveix-les-Mines is een spoorweghalte in de Franse gemeente Lavaveix-les-Mines, in het departement Creuse, op de lijn Busseau-sur-Creuse-Ussel, kilometerpunt 396.444. De halte ligt op 381 meter hoogte. Het station wordt, enkel op weekdagen, bediend door treinen van het netwerk TER Nouvelle-Aquitaine op het traject Limoges – Felletin.